# Diego Jaén
Diego Jaén Botella (Elche, 1900 - Melilla, 7 de octubre de 1936) fue un profesor, sacerdote y político socialista español, víctima de la represión en la zona franquista durante la Guerra Civil.

## Biografía
Estudió en el seminario de Orihuela. Fue ordenado sacerdote a los 22 años y destinado a Melilla donde ejerció el sacerdocio en la Parroquia “Batería J”, hasta que en 1931 lo abandonó. En estas mismas fechas ingresó en el Partido Socialista Obrero Español de Melilla, siendo en 1936 designado como compromisario para la elección del Presidente de la República por el Frente Popular (Manuel Azaña), en su calidad de militante socialista. Durante la campaña a las elecciones a Cortes Constituyentes de la República, primeras elecciones a diputado celebradas en Melilla, participó junto con Antonio Díez y Antonio Acuña, candidato socialista y primer diputado por Melilla, en el mitin celebrado en la antigua plaza de toros de esta ciudad el domingo 21 de junio de 1931. Se celebraron varios mítines entre los que destacan el del 23 de abril, celebrado en el cine Alhambra de Cabrerizas y en el que tomaron la palabra Antonio Díez (Alcalde de Melilla), Alfonso Sainz (Unión Republicana), José Martín Peña (Juventudes Socialistas), Ángel Rosillo (Partido Comunista), Luis Barrena (diputado por Melilla) y el propio Diego Jaén Botella (Partido Socialista Obrero Español). Una vez contabilizados los votos de las elecciones, Diego Jaén obtuvo 9.379 votos, lo que significó un considerable apoyo popular, comparable a los 12.761 votos obtenidos por el Frente Popular en las elecciones legislativas de febrero de ese mismo año. Tras la elección del nuevo Presidente de la República Española, el domingo 10 de mayo de 1936, en la que resultó proclamado Manuel Azaña Díaz, Diego Jaén regresó a Melilla para reintegrarse a la vida política local. El domingo siguiente a su vuelta a la ciudad,  participó en un mitin organizado por la Agrupación Socialista en el cine Perelló. Tras el golpe de Estado del 18 de julio de 1936, Diego Jaén Botella fue detenido, torturado y ejecutado por los franquistas melillenses el 7 de octubre de 1936 . Este episodio se recuerda en la tradición oral y también lo recogen Paulino Díez en su autobiografía y Saínz en su obra de teatro. Dejó una hija y su esposa, Isabel Martínez, embarazada de una segunda niña. Según El Obrero (31 de enero de 1937), con el típico lenguaje de propaganda de guerra  “se le clavaron astillas en las uñas, se le dieron cientos de latigazos y luego fue quemado vivo en la plaza de España de la ciudad melillense. Deja un niño y a su compañera que se halla encarcelada en aquella plaza”. El niño era, en realidad, una niña llamada Consuelo y su madre estaba embarazada de otra niña llamada Manola.